# If I Didn't Have You
If I Didn't Have You (Nederlands: Zonder iemand als jij) is een muzieknummer uit de film Monsters en co. van Disney en Pixar. In de film wordt het lied gezongen door John Goodman en Billy Crystal. Met dit nummer won Randy Newman zijn eerste Academy Award. Voor deze winst was hij namelijk al wel vijftien maal genomineerd zonder ooit te hebben gewonnen. Het nummer kreeg eveneens een World Soundtrack Award op het Internationaal Filmfestival van Vlaanderen-Gent in 2002 in de categorie Beste originele song gecomponeerd voor een Film.
Een nummer met dezelfde titel is ook terug te vinden op de soundtrack voor de film Quest for Camelot, waar het wordt gezongen door Eric Idle en Don Rickles. Dit nummer werd gecomponeerd door Partrick Doyle. Hoewel beide nummers dezelfde titel hebben, hebben ze een andere tekst en melodie. Ook de context waarin ze gebruikt worden is anders: in Quest for Camelot gaat het er om hoe vrij de twee zouden zijn als ze elkaar niet hadden, terwijl het er in de Disney versie juist om draait dat de twee niet zonder elkaar kunnen.